# Eric Engstrom
Eric Engstrom (ur. 25 stycznia 1965, zm. 1 grudnia 2020) – amerykański inżynier oprogramowania. Podczas pracy w Microsoft, Engstrom wraz z Alexem St. Johnem i Craigiem Eislerem byli odpowiedzialni za rozwój DirectX, interfejsu programistycznego dla Microsoft Windows, który utorował drogę do tego, aby Windows stał się realną platformą do gier, a także doprowadził do rozwoju linii konsol do gier wideo Xbox.

## Wczesne lata życia
Engstrom urodził się w 1965 roku w Oroville, w Waszyngtonie. Uczęszczał, ale nie ukończył studiów na Uniwersytecie Stanu Waszyngton. Pracując w wielu różnych zawodach po opuszczeniu uczelni, nauczył się programowania komputerowego.

## Kariera
Engstrom dołączył do Microsoftu dzięki sugestii znajomego, zaczynając od stanowiska konsultanta ds. obsługi klienta. Po zakończeniu umowy otrzymał ofertę stałej pracy zarówno w Microsoft, jak i w Data I/O, decydując się na tę ostatnią ze względu na większe wynagrodzenie, mimo że oferta Microsoftu zawierała opcje na akcje. Kilka lat później odszedł z Data I/O i powrócił do Microsoftu w 1991 roku jako dyrektor generalny. Pod koniec 1994, został sprowadzony przez Alexa St. Johna wraz z Craigiem Eislerem do opracowania rozwiązania w zakresie tworzenia interfejsów do programowania gier wideo dla Windows 95, ponieważ, jak stwierdził St. John, deweloperzy obawiali się przejścia z MS-DOS do nowego środowiska. Podczas gdy Eisler skupił się na programowaniu nowego interfejsu, Engstrom i St. John pracowali nad jego popularyzacją poza środowiskiem Microsoftu, ponieważ nie otrzymali zbyt dużego wewnętrznego wsparcia dla tych wysiłków; kierownictwo Microsoftu uznało, że prawdopodobieństwo, iż Windows 95 będzie realną platformą do gier jest niskie. Pokazali nowy interfejs około kwietnia 1995 roku i wkrótce nazwali go DirectX, po części dlatego, że miał bezpośredni dostęp do sprzętu komputerowego i ominął niektóre z interfejsów API systemu Windows 95. DirectX został dodany do systemu Windows 95 do września 1995 i stał się kluczowym czynnikiem, który przyczynił się do wprowadzenia większej ilości gier do systemu Windows. Później możliwości DirectX sprawiły, że Microsoft opracował również konsolę do gier wideo Xbox. Wysiłki Engstroma, St. Johna i Eislera, aby zbudować DirectX przeciwko oporowi, z jakim zmagali się w Microsoft, doprowadziły do tego, że zostali nazwani Beastie Boys, a także byli tematem książki Renegades of the Empire autorstwa Michaela Drummonda.
Engstrom odszedł z Microsoftu po utworzeniu podstaw DirectX i zawiązał firmę Wildseed około 2000 roku; Wildseed był jedną z pierwszych firm technologicznych w branży telefonii komórkowej, a następnie został przejęty przez America On-line w 2005; w ramach AOL przejęcie Wildseed ponownie połączyło Engstroma i Eislera. Engstorm był również współzałożycielem Catalytic, firmy programistycznej z siedzibą w Kirkland w Waszyngtonie, ale korzystającej z usług zespołu programistów z Indii, mieszczącej się w New Oroville w pobliżu Hajdarabadu. Podczas gdy planowano budowę 500-akrowego centrum w Indiach, recesja w 2008 zmusiła ich do ograniczenia planów do zaledwie 50-akrowego obiektu, a do 2010 firma została zlikwidowana.
Do pracy w Microsoft powrócił w 2008, pracując w obszarze Windows Mobile i reklamy skierowanej do użytkowników usług online. Po ponownym odejściu z Microsoftu w 2014, pracował jako dyrektor ds. technologii i doradca wielu startupów.

## Życie prywatne i śmierć
Engstrom poznał swoją żonę Cindy podczas swojej podróży służbowej, poślubił ją 2 lutego 2005. Mieli czworo dzieci. Engstrom zmarł 1 grudnia 2020, po powikłaniach medycznych w wyniku wypadku w laboratorium.